# Darnell Hinson
Darnell Hinson Gaines (Oklahoma, 28 maggio 1980) è un ex cestista statunitense.